# Resende (Portugal)
Pour les articles homonymes, voir Resende.
Resende est une municipalité (en portugais : concelho ou município) du Portugal, située dans le district de Viseu et la région Nord.

## Géographie
Resende est limitrophe :
- au nord, de Baião et Mesão Frio,
- à l'est, de Lamego,
- au sud, de Castro Daire,
- à l'ouest, de Cinfães.

## Démographie
| 1801  | 1849  | 1900   | 1930   | 1960   | 1981   | 1991   | 2001   | 2004   |
| ----- | ----- | ------ | ------ | ------ | ------ | ------ | ------ | ------ |
| 4 128 | 3 506 | 19 334 | 21 894 | 20 226 | 15 356 | 13 675 | 12 370 | 11 978 |

## Subdivisions
La municipalité de Resende groupe 15 paroisses (freguesia, en portugais) :
- Anreade
- Barrô
- Cárquere
- Feirão
- Felgueiras
- Freigil
- Miomães
- Ovadas
- Panchorra
- Paus
- Resende
- São Cipriano
- São João de Fontoura
- São Martinho de Mouros
- São Romão de Aregos

## Personnalités liées à la municipalité
- Vasco Martinz de Resende, troubadour du XIVe siècle, seigneur de Resende.